# Флаг Переваловского муниципального образования
Флаг Перева́ловского муниципального образования Тюменского муниципального района Тюменской области Российской Федерации.
Флаг утверждён 8 июля 2008 года и внесён в Государственный геральдический регистр Российской Федерации с присвоением регистрационного номера 4267.
Флаг разработан на основании герба Переваловского муниципального образования, воспроизводит его символику и наряду с ним служит официальным символом Переваловского муниципального образования.

## Описание
«Прямоугольное красное полотнище с отношением ширины к длине 2:3, несущее вдоль нижнего края голубую полосу в 1/6 ширины полотнища. На красной части полотнища вплотную к полосе воспроизведены жёлтым цветом две сосны с общей кроной и между ними — ключ и кадуцей».

## Обоснование символики
Первое упоминание о Перевалово относится к 1709 году и на протяжении без малого трёх веков история села напрямую связана с городом Тюмень, являясь его пригородом.
Здесь была расположена кожевенная артель — составная часть мануфактуры Григория Перевалова — тюменского промышленника. Активно развивались столярный, бондарный промыслы, ковроткачество, выращивали пшеницу, ячмень, овощи. Здесь жили купцы и предприниматели, чьи дела велись в основном в Тюмени. Об этом на флаге говорит изображение кадуцея — традиционного символа торговли.
Символика фигур флага многозначна, она отражает особенности поселения в прошлом и настоящем:
— две сосны с общей кроной образуют арку — символ дружелюбия и гостеприимства и вместе с ключом символизирует особую роль Переваловского муниципального образования как «ворот Тюмени».
— Ключ на флаге муниципального образования перекликается с изображением ключа на флаге Тюменского района и тем самым указывает на территориальную и историческую общность двух муниципальных образований.
— Сосны — символ природы, долголетия, благоприятной окружающей среды.
Голубой цвет (лазурь) дополняет природную символику флага — здесь идеальная «роза ветров» и воздух всегда чистый и здоровый.
Жёлтый цвет (золото) — символ урожая, стабильности, уважения и интеллекта.
Красный цвет — символ трудолюбия, мужества, силы, красоты и праздника.